# Европско првенство у атлетици на отвореном 1962 — скок удаљ за жене
Такмичење у скоку удаљ у женској конкуренцији на 7. Европском првенству у атлетици 1962. одржано је 15. и 16. септембра у Београду на стадиону ЈНА.
Титулу освојену у Стокхолму 1958, није бранила Лизел Јакоби из Немачке.

## Земље учеснице
Учествовало је 18 такмичарки из 11 земаља. 
1. Бугарска (1)
2. Италија (1)
3. Мађарска (2)
4. Немачка (3)
5. Норвешка (2)
6. Пољска (2)
7. Румунија (1)
8. СССР (2)
9. Уједињено Краљевство (2)
10. Финска (1)
11. Холандија (1)

## Рекорди
| Рекорди пре почетка Европског првенства 1962.     | Рекорди пре почетка Европског првенства 1962. | Рекорди пре почетка Европског првенства 1962. | Рекорди пре почетка Европског првенства 1962. | Рекорди пре почетка Европског првенства 1962. | Рекорди пре почетка Европског првенства 1962. |
| ------------------------------------------------- | --------------------------------------------- | --------------------------------------------- | --------------------------------------------- | --------------------------------------------- | --------------------------------------------- |
| Светски рекорд                                    | Татјана Шелканова                             | СССР                                          | 6,53                                          | Лајпциг, Немачка                              | 10. јун 1962                                  |
| Европски рекорд                                   | Татјана Шелканова                             | СССР                                          | 6,53                                          | Лајпциг, Немачка                              | 10. јун 1962                                  |
| Рекорди европских првенстава                      | Лизел Јакуби                                  | Немачка                                       | 6,14                                          | Стокхолм, Шведска                             | 22. август 1958.                              |
| Рекорди после завршетка Европског првенства 1962. |                                               |                                               |                                               |                                               |                                               |
| Рекорди европских првенстава                      | Татјана Шелканова                             | СССР                                          | 6,38                                          | Београд, Југославија                          | 14. септембар 1962.                           |

## Освајачи медаља
|                        |                            |                                |
| Татјана Шелканова СССР | Елжбијета Кшесинска Пољска | Мери Ранд Уједињено Краљевство |

## Сатница
| Датум               | Време | Ниво          |
| ------------------- | ----- | ------------- |
| 15. септембар 1962. | 10,40 | Квалификације |
| 16. септембар 1962. | 16:30 | Финале        |

## Квалификациона норма
| дворана или отворено |
| -------------------- |
| ??? м                |

## Резултати

### Квалификације
Квалификациона норма за улазак у финале била 6,00 м (КВ), коју су прескочиле 11 такмичарки, а једна се кваификовала на основу резултата (кв).
| Пласман | Атлетичарка         | Земља                | Резултат | Белешке |
| ------- | ------------------- | -------------------- | -------- | ------- |
| 1       | Татјана Шелканова   | СССР                 | 6,38     | КВ, РЕП |
| 2       | Мери Ранд           | Уједињено Краљевство | 6,29     | КВ      |
| 3       | Хилдрун Клаус       | Немачка              | 6,25     | КВ      |
| 4       | Хелга Хофман        | Немачка              | 6,23     | КВ      |
| 5       | Јоке Бејлевелд      | Холандија            | 6,22     | КВ      |
| 6       | Шејла Шервуд        | Уједињено Краљевство | 6,15     | КВ      |
| 7       | Дијана Јоргова      | Бугарска             | 6,14     | КВ      |
| 8       | Виорика Вископољану | Румунија             | 6,14     | КВ, НР  |
| 9       | Елжбијета Кшесинска | Пољска               | 6,13     | КВ      |
| 10      | Бербел Гајслер      | Немачка              | 6,11     | КВ      |
| 11      | Татјана Талишева    | СССР                 | 6,05     | КВ      |
| 12      | Одрун Ланге         | Норвешка             | 5,98     | кв, НР  |
| 13      | Веза Рожавелђи      | Мађарска             | 5,96     |         |
| 14      | Оршоља Петро        | Мађарска             | 5,86     |         |
| 15      | Берит Бертелсен     | Норвешка             | 5,81     |         |
| 16      | Маја Којвусари      | Финска               | 5,80     |         |
| 17      | Халина Кржижанска   | Пољска               | 5.76     |         |
| 18      | Магали Веторацо     | Италија              | 5,17     |         |

### Финале
| Пласман | Атлетичарка         | Држава               | Време | Белешке |
| ------- | ------------------- | -------------------- | ----- | ------- |
|         | Татјана Шелканова   | СССР                 | 6,36  |         |
|         | Елжбијета Кшесинска | Пољска               | 6,22  |         |
|         | Мери Ранд           | Уједињено Краљевство | 6,22  |         |
| 4       | Јоке Бејлевелд      | Холандија            | 6,21  |         |
| 5       | Хелга Хофман        | Немачка              | 6,19  |         |
| 6       | Хилдрун Клаус       | Немачка              | 6,12  |         |
| 7       | Дијана Јоргова      | Бугарска             | 5,98  |         |
| 8       | Бербел Гајслер      | Немачка              | 5,95  |         |
| 9       | Татјана Талишева    | СССР                 | 5,92  |         |
| 10      | Виорика Вископољану | Румунија             | 5,83  |         |
| 11      | Одрун Ланге         | Норвешка             | 5,82  |         |
| 12      | Шејла Шервуд        | Уједињено Краљевство | 5,78  |         |